# Lemonniera aquatica
Lemonniera aquatica är en svampart som beskrevs av De Wild. 1894. Lemonniera aquatica ingår i släktet Lemonniera, ordningen disksvampar, klassen Leotiomycetes, divisionen sporsäcksvampar och riket svampar.   Inga underarter finns listade i Catalogue of Life.